# オオクモヘリカメムシ
オオクモヘリカメムシ（大蜘蛛縁亀虫、学名：Anacanthocoris striicornis）は、細身の大柄なカメムシの1種。放つ臭いはきわめて臭い。

## 概説
オオクモヘリカメムシは、ヘリカメムシ科の昆虫の一つである。カメムシとしては大柄で、その体は細長く、体色の面では緑と黒褐色のコントラストがはっきりしている。ネムノキについている普通種であり、郊外では普通に見ることのできる昆虫である。ただしその臭いは特別に強い。
名前の由来は、イネ科の害虫として有名なクモヘリカメムシに形が似ていてそれよりずっと大きいことによる。確かに形は似ているが、そのためにこの種はしばしばイネ科の害虫であるといわれるようになり、名前と一緒にぬれぎぬをかぶった形になったことがある。ただし後述のように実際に害虫である面もある。

## 特徴
成虫の体長が20mmほどの大きなカメムシである。全体に多くの部分がつや消しの緑色を帯び、前翅は黒っぽい褐色をしている。背面から見ると、頭部、前胸と小楯板が緑で、前翅が黒褐色である。ただし死ぬと黄色く退色するので、標本ではこの色は残らない。
体は細長い。頭部は小さく突きだし、複眼は黒褐色、単眼は赤い。触角は細長く、四節からなり、全体に褐色だが第四節の基部側半分が緑色なので、先端だけが明るい色に見える。
前胸はその両側が直線的に後方に広がり、それ以降の胴部に続く。背面は前に傾いた平面を作る。前胸の縁ははっきりした稜となって黒く、その後端直前が体で一番幅広く、その位置に胴部より少し突き出た部分がある。胴部は前胸の後端とほぼ同じ幅で後方へ伸び、後端は丸く狭まって終わる。腹部の側面は前翅からほとんどはみ出さない。歩脚は緑色で基部の近くはより濃い色になる。
幼生は全身が緑色で多少の暗い斑紋がある。体型は成虫とはかなり異なり、前胸は幅狭く、腹部中央が一番幅広い。終齢幼虫では翅芽がはっきりすると共に、前胸がやや幅広くなり、より成虫に近い体型になる。

## 習性と生活史
食草はネムノキ。そのためにネムノキを探すとその葉の上で見つけることができる。ネムノキはパイオニア的な樹木で、草原や川原、林縁部に多く見られるから、この虫もそのような明るいところで見られる。成虫は時に果樹園に侵入して若い果実から汁を吸うことがある。両側の触角と前肢を一本にそろえて前に突き出す姿勢を取って静止することがある。
卵は数個ずつまとめて葉裏に産み付けられる。卵は長さ2mm強、幅1.5mmほどでちょっと特殊な形のおおむね楕円形で、一端に白く縁取られた円形部があり、ここから幼虫が脱出する。孵化には10-15日かかる。幼虫は五齢まであり、1ヶ月-1ヶ月半くらいで羽化する。羽化した成虫はすぐに繁殖行動にはいるので、おそらく年二化性と考えられる。越冬は成虫で行う。

## 分布
日本では本州、四国、九州から知られ、国外では朝鮮半島、中国からインド、スリランカまで分布する。

## 利害
時としてカキ、ミカンなど果樹の若い果実の汁を吸うため、農業害虫に扱われるが、それほど重要なものではない。
悪臭を発するから、衛生害虫ないし不快害虫ではある。刺激を受けると悪臭を発するのはカメムシ一般に同じであるが、この種の臭いは非常に強い。日本で普通に見ることのできるカメムシでは最も臭いカメムシである。たとえば竹内(1955)では「その臭気は特にはげしい」、石井他編(1950)では「臭気特に猛烈」と記述されている。
しかし、積極的に人家に入るなどはしないので、人間と接することは多くない。

## 分類
名前ではクモヘリカメムシに似るが、はるかに大きい。形態的にもそちらの方が一回り細い。これには更に近縁なものが数種ある。
より近縁で似たものとしてはミナミトゲヘリカメムシ Paradasynus spinosus Hsiao がある。形も大きさも似ているが、背面が全体に褐色であること、前胸の縁の後端にあるのが小さな隆起でなく、鋭い棘である点で異なる。シロモジなどクスノキ科について、ミカンの果実などを吸収加害することもある。本州南部以南で見つかっている。